# Префектура Тояма
Префекту́ра Тоя́ма (яп. 富山県, とやまけん, МФА: [tojama keɴ]?) — префектура в Японії, в регіоні Чюбу, Північнозем'я.  Розташована в центральній частині острова Хоншю, на узбережжі Японського моря. Адміністративний центр префектури — Тояма. Межує з префектурами Ніїґата, Наґано, Ґіфу та Ісікава. Заснована 1871 року на основі провінції Еччю. Площа становить 4247,61 км². Станом на 1 серпня 2011 року в префектурі мешкало 1 089 204 осіб. Густота населення складала 256 осіб/км². Основою економіки є сільське господарство й рибальство. 

## Короткі відомості

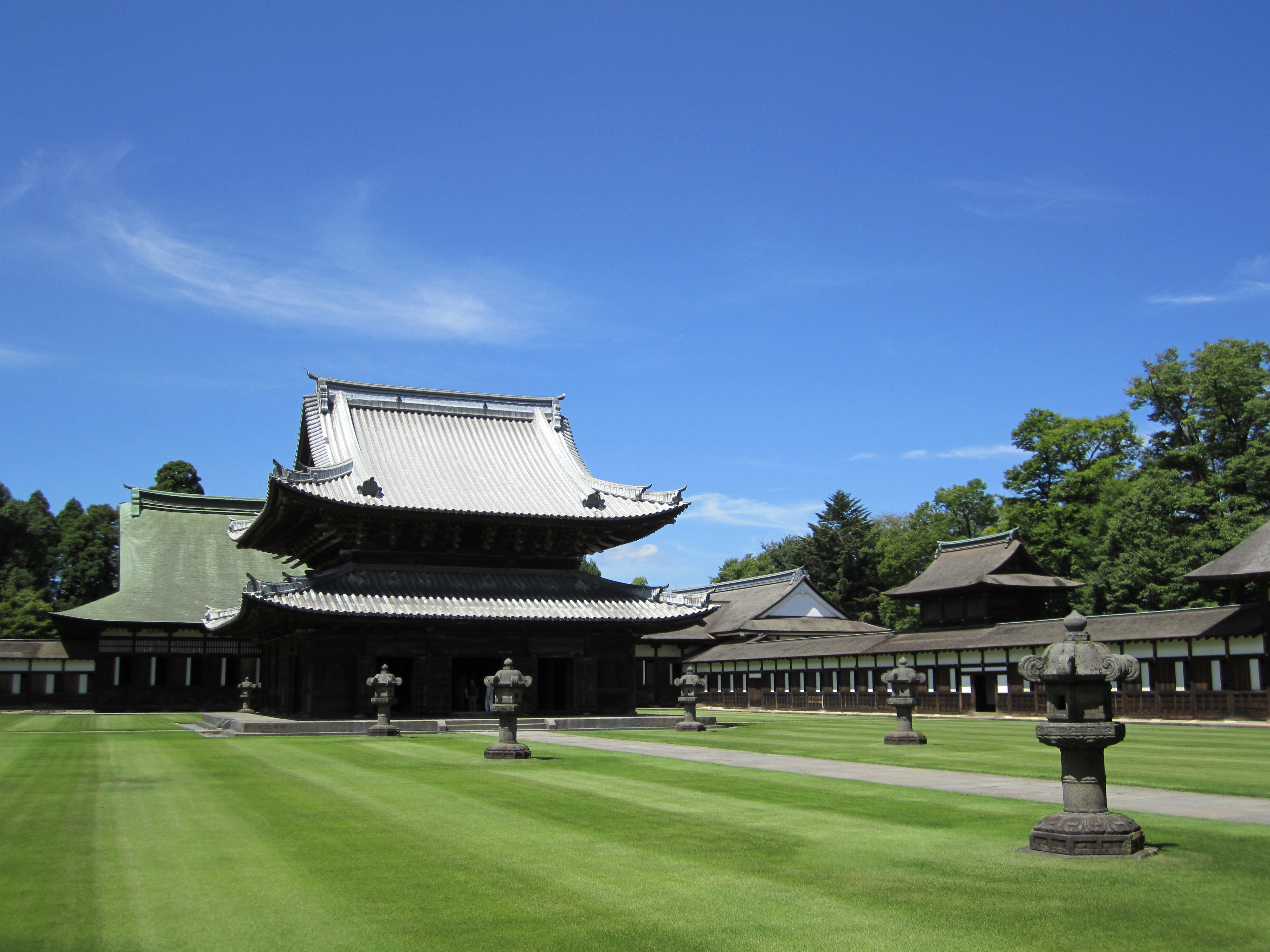
Монастир Дзуйрюдзі — національний скарб Японії

Префектура Тояма розташована в центральній частині острова Хонсю, в регіоні Тюбу, на березі Японського моря. На сході вона межує з префектурами Ніїґата й Наґано, на півдні — з префектурою Ґіфу, на заході — з префектурою Ісікава. Східним кордоном Тоями є гори Татеяма, південним — гори Хіда, а західним — гори Ходацу. На півночі префектуру омивають води Тоямської затоки. В прибережній частині лежить Тоямська рівнина. Нею протікають річки Куробе, Дзьоґандзі, Дзінцу, Сьо, які беруть початок на висотах Хіда. Адміністративним центром префектури є місто Тояма.
Історично префектура Тояма займає територію провінції Еттю. У середньовіччі вона була поділена між двома самурайськими родами — західним Дзінбо й східним Сіїна. На місцях реальну владу мали голови буддистської секти Дзьодо-сінсю. В ранньому новому часі Еттю перейшла до рук роду Маеда, який заснував на її території автономний уділ Тояма. 1871 року він був перетворений на префектуру Тояма, яка у 1876—1886 роках тимчасово перебувала у складі префектури Ісікава.
Тривалий час основою економіки префектури Тояма було сільське господарство, особливо рисівництво. Після Першої світової війни японський уряд почав індустріалізацію району, збудувавши гідроелектростанції та заводи хімічної промисловості. Після 1945 року префектура входить до складу Північноземного промислового району, найбільшого промислового району на узбережжі Японського моря.
У порівнянні з іншими префектурами, територія префектури Тояма заселена слабо. За переписом 2005 року, частка її населення від загальнояпонського становила менше ніж 1 % (1 111 729 осіб). Більш ніж половина усіх мешканців префектури мешкають в містах Тояма й Такаока. Префектура страждає від постійного відтоку молодого працездатного населення в райони Осаки, Наґої та Токіо.

## Освіта
- Тоямський університет